# Maurice Delafosse
Pour les articles homonymes, voir Delafosse.

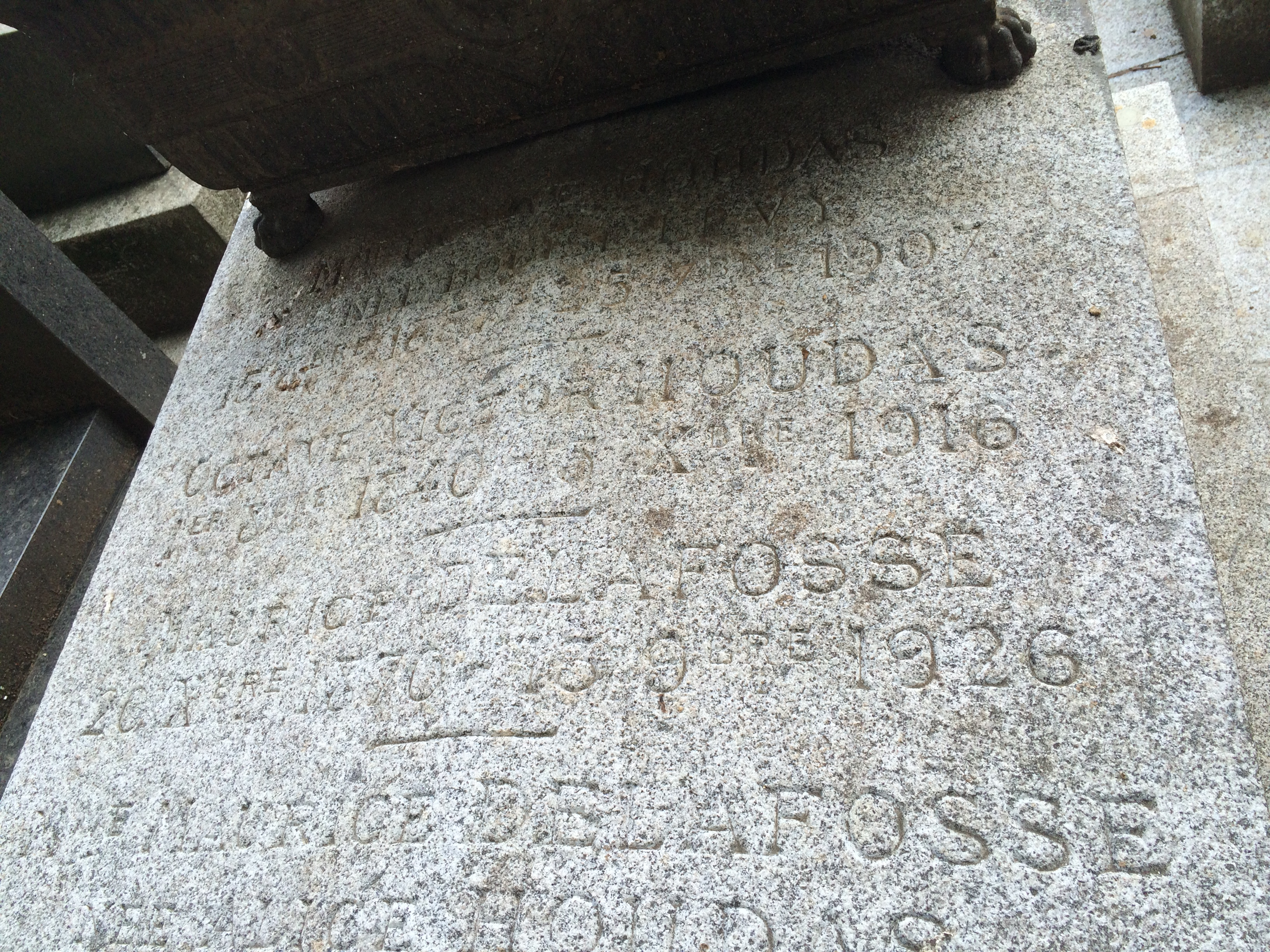
Sépulture de Maurice Delafosse au cimetière nouveau de Boulogne-Billancourt.

Maurice Delafosse, né le 20 décembre 1870 à Sancergues (Cher) et mort le 13 novembre 1926 à Paris, est un administrateur colonial français, africaniste, ethnologue, linguiste, enseignant et essayiste prolifique.

## Biographie

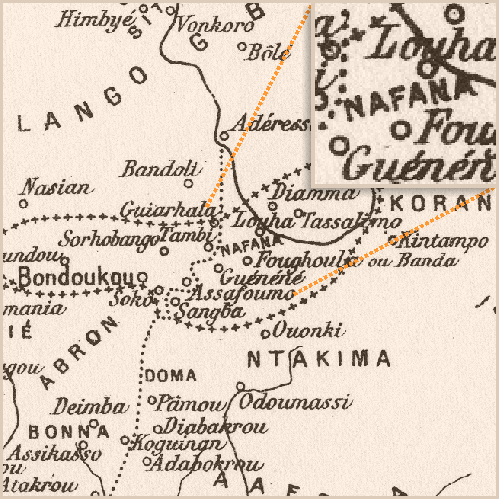
Détail de la carte linguistique de Delafosse (1904) montrant la région où l'on parle le nafaanra (Nafana) à la frontière de la Côte d'Ivoire et du Ghana.

Ernest François Maurice Delafosse naît le 20 décembre 1870 à Sancergues dans le Cher, dans une famille catholique. Après une scolarité secondaire brillante, il entreprend d'abord des études de médecine à Paris. Très vite intéressé par les questions coloniales, il s'inscrit en 1890 à l'École spéciale des Langues orientales et suit des cours d'arabe.
Un an plus tard, il interrompt ses études pour rejoindre en Algérie l'Institut des Frères armés du Sahara, organisme fondé par le cardinal Charles Lavigerie pour notamment combattre la traite des Noirs dans le Sahara. Il n'y reste que quelques mois, revient à Paris pour terminer son diplôme aux Langues Orientales.
En 1894, il entame sa carrière dans l'administration coloniale comme commis des Affaires indigènes de 3e classe en Côte d'Ivoire, il y restera jusqu'en 1897, date à laquelle il part pour le Liberia voisin comme consul de France. En 1899, il revient en Côte d'Ivoire, où il est chargé de la délimitation de la frontière entre ce pays et le Ghana, alors colonie britannique. Pendant cette époque, il rencontre une jeune Ivoirienne avec laquelle il a deux garçons, qu'il reconnut.
En 1907, il se marie à Boulogne-Billancourt avec Alice Houdas et réside à Paris de 1909 à 1915, où il enseigne à l'École spéciale des Langues orientales et à l'École coloniale. En 1915, en pleine Première Guerre mondiale, il est nommé responsable des Affaires civiles du gouvernement de l'Afrique Occidentale Française (AOF), à Dakar, où il réside avec sa femme et leurs deux enfants. Toute la famille quitte Dakar le 27 février 1918. Il ne reviendra plus jamais en Afrique.
Il meurt à Paris le 13 novembre 1926 à l'âge de 55 ans. Il est inhumé au cimetière Pierre-Grenier (div. 8) à Boulogne-Billancourt.

## Écrits (sélection)
- Manuel dahoméen : grammaire, chrestomathie, dictionnaire français-dahoméen et dahoméen-français, Paris, E. Leroux, 1894, 435 p.
- Essai sur le peuple et la langue sara (bassin du Tchad), précédé d'une lettre-préface de François Joseph Clozel, Paris, André, 1897, 47 p.
- Essai de manuel de la langue agni, parlée dans la moitié orientale de la Côte d’Ivoire. Ouvrage accompagné d’un recueil de légendes, contes et chansons en langue agni, d’une étude des origines et des migrations des tribus agni-achanti, de vocabulaires comparatifs des différentes langues agni-achanti, d'une bibliographie et d'une carte, Paris, 1900, 226 p.

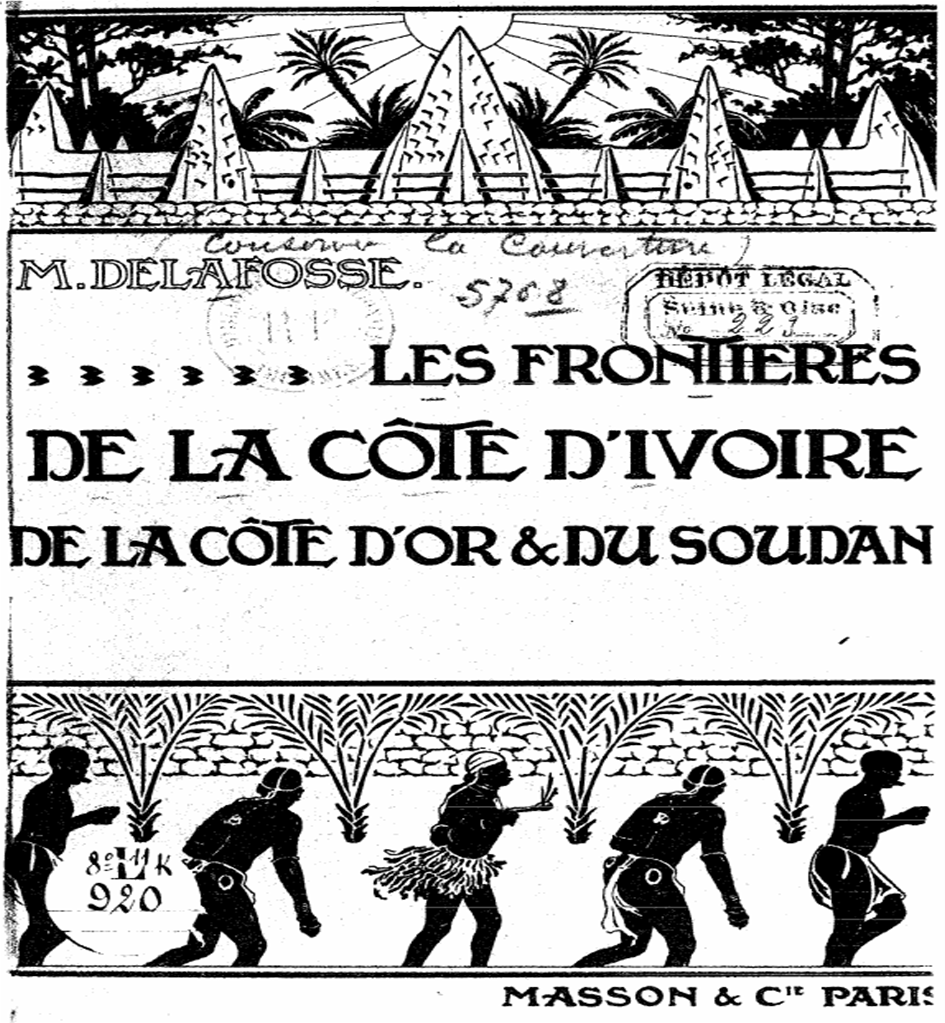
Les frontières de la Côte d'Ivoire, de la Côte d'Or et du Soudan (1908).

- Manuel de langue haoussa ou Chrestomathie haoussa ; précédé d'un abrégé de grammaire et suivi d'un vocabulaire, Paris, J. Maisonneuve, 1901, 134 p.
- Essai de manuel pratique de la langue mandé ou mandingue. Étude grammaticale du dialecte dyoula. Vocabulaire français-dyoula. Histoire de Samori en mandé. Étude comparée des principaux dialectes mandé, Paris, Publications de l’École des Langues Orientales Vivantes, 1901, série 3. vol. 14., 304 p. réédité en 1973, Paris, INALCO
- Vocabulaires comparatifs de plus de 60 langues ou dialectes parlés à la Côte d'Ivoire et dans les régions limitrophes : avec des notes linguistiques et ethnologiques, une bibliographie et une carte, Paris, E. Leroux, 1904, 284 p. (texte intégral sur Gallica )
- Les frontières de la Côte d'Ivoire, de la Côte d'Or, et du Soudan, ... avec 94 figures dans le texte d'après des photographies de l'auteur et une carte,  Paris, Masson, 1908, 256 p. (texte intégral sur Gallica )
- Le peuple Siéna ou Sénoufo, Paris, P. Geuthner, 1908-1909, 107 p.
- Haut Sénégal-Niger, 1912, 3 tomes (t. 1 : Le pays, les peuples, les langues ; t. 2 : L'histoire ; t. 3 : Les civilisations), réédité chez Maisonneuve & Larose en 1972, prix Marcelin Guérin de l’Académie française en 1913
- Esquisse générale des langues de l’Afrique, et plus particulièrement de l’Afrique française, Paris, Masson, 1914, 42 p., publié dans Enquête coloniale dans l’Afrique française occidentale et équatoriale, etc., Société Antiesclavagiste de France, 1930, p. 1-42.
- Traditions historiques et légendaires du Soudan occidental traduites d’un manuscrit arabe inédit, Paris, Comité de l’Afrique française, 1913, 104 p.
- L'âme nègre, Paris, Payot, 1922 (texte intégral sur Gallica )
- Les Noirs de l'Afrique, Paris, Payot, 1922, 160 p.
- Dictionnaire français-peul ... précédé d’une notice sur la vie et les travaux du Dr Jean Cremer  ... dans Société Française d’Ethnographie, Matériaux d’ethnographie et de linguistique soudanaises, etc. tome 1. 1923
- Terminologie religieuse au Soudan, Paris, Masson, 1923
- Broussard ou les états d'âme d'un colonial, suivi de ses propos et opinions, Paris, Emile Larose, 1923, 256 p.
- Les civilisations disparues : les civilisations négro-africaines, Paris, Stock, 1925, 142 p.
- Les Nègres, Paris, Rieder, 1927, 80 p., réédité en 2005 (avec une préface de Bernard Mouralis), Paris, L’Harmattan, 2005, 82 p.
- La langue mandingue et ses dialectes (malinké, bambara, dioula), Paris, P. Geuthner, 1929
- Tarikh el-Fettach ou Chronique du chercheur documents arabes relatifs à l'histoire du Soudan par Mahmoud Kâti ben El-Hadj El-Motaouakkel Kâti et l'un de ses petits-fils ; traduction française accompagnée de notes, d'un index et d'une carte par O. Houdas et Maurice Delafosse, Paris, 1913.

## Hommages
Son nom a été donné à l’un des grands établissements scolaires publics de Dakar, le lycée technique industriel Maurice Delafosse (LTID), tandis qu'une rue porte son nom à Sancergues, sa ville natale, ainsi qu'à Boulogne-Billancourt (il a habité à Boulogne avant 1900) . Il existe aussi une avenue Delafosse à Abidjan ainsi qu'un lycée français portant son nom. Il a été enterré à Boulogne-Billancourt, au Cimetière Pierre Grenier, dans le caveau familial de son beau-père Octave Houdas, avec, entre autres, sa femme Alice et leurs deux enfants Charles et Louise.
Une table ronde internationale intitulée « Orientalisme et ethnographie chez Maurice Delafosse » s’est tenue les 7 et 8 novembre 1996 à la Maison des Sciences de l'Homme de Paris, organisée par Jean-Loup Amselle et Emmanuelle Sibeud, du Centre d'Études africaines de l'École des hautes études en sciences sociales (EHESS) .